# 마법소녀 리리컬 나노하 The MOVIE 1st
《마법소녀 리리컬 나노하 The MOVIE 1st》(일본어: 魔法少女リリカルなのは The MOVIE 1st 마호쇼죠 리리카루 나노하 자 무비 퍼스토[*]/Magical Girl Lyrical NANOHA The MOVIE 1st)는 2010년 1월 23일에 공개된 애니메이션 영화 작품이다.

## 개요
2008년 7월에, 2004년 방송된 텔레비전 애니메이션 작품 《마법소녀 리리컬 나노하》를 기반으로 한 완전 신작의 애니메이션 영화 작품을 제작한다고 발표한 이후, 2010년 1월 23일 공개되었다.
공개 첫날에는 아라쥬쿠 미라노, 109시네마즈 가와자키, MOVIX 사이타마에서 무대 인사가 있었다. 당초에는 전국 19관에서만 개봉하며 개봉 후 2일간 총 관객 수 39,863명, 흥행 수입 61,292,300엔을 기록했다 2010년 1월 23일 피아 첫날 만족도 순위 (피아 독자 조사)에서는 3위를 기록했다. 3월부터는 지방의 극장에서 추가 개봉이 이뤄졌다. 그 이후 프랜스 Japan Expo 출전도 결정되었다.